# Nageri Tengah
Nageri Tengah is een bestuurslaag in het regentschap Purwakarta van de provincie West-Java, Indonesië. Nageri Tengah telt 10.582 inwoners (volkstelling 2010).